# Les Tuffes
Les Tuffes ou la montagne des Tuffes sont un sommet de 1 417 mètres d'altitude dans le massif du Jura, au-dessus des Rousses. Il est situé sur la commune française de Prémanon. Il y a des pistes de ski et un relais TV. Le championnat de Suisse de combiné nordique y a été organisé en 2002.
Le stade Jason Lamy-Chappuis du Centre national de ski nordique et de moyenne montagne, situé aux Tuffes, a accueilli les épreuves de saut à ski, biathlon et combiné nordique des Jeux olympiques de la jeunesse d'hiver de 2020.

## Histoire
En 1862, le traité des Dappes a procédé à l'échange de territoires entre la Suisse et la France. Les Tuffes sont passées sous souveraineté française rattachées à la commune de Prémanon.